# Weła Peewa
Weła Peewa ps. Penka (bułg. Вела Пеева; ur. 16 marca 1922 w Kamenicy, zm. 3 maja 1944 tamże) – uczestniczka bułgarskiego komunistycznego, antyfaszystowskiego ruchu oporu podczas II wojny światowej.

## Życiorys

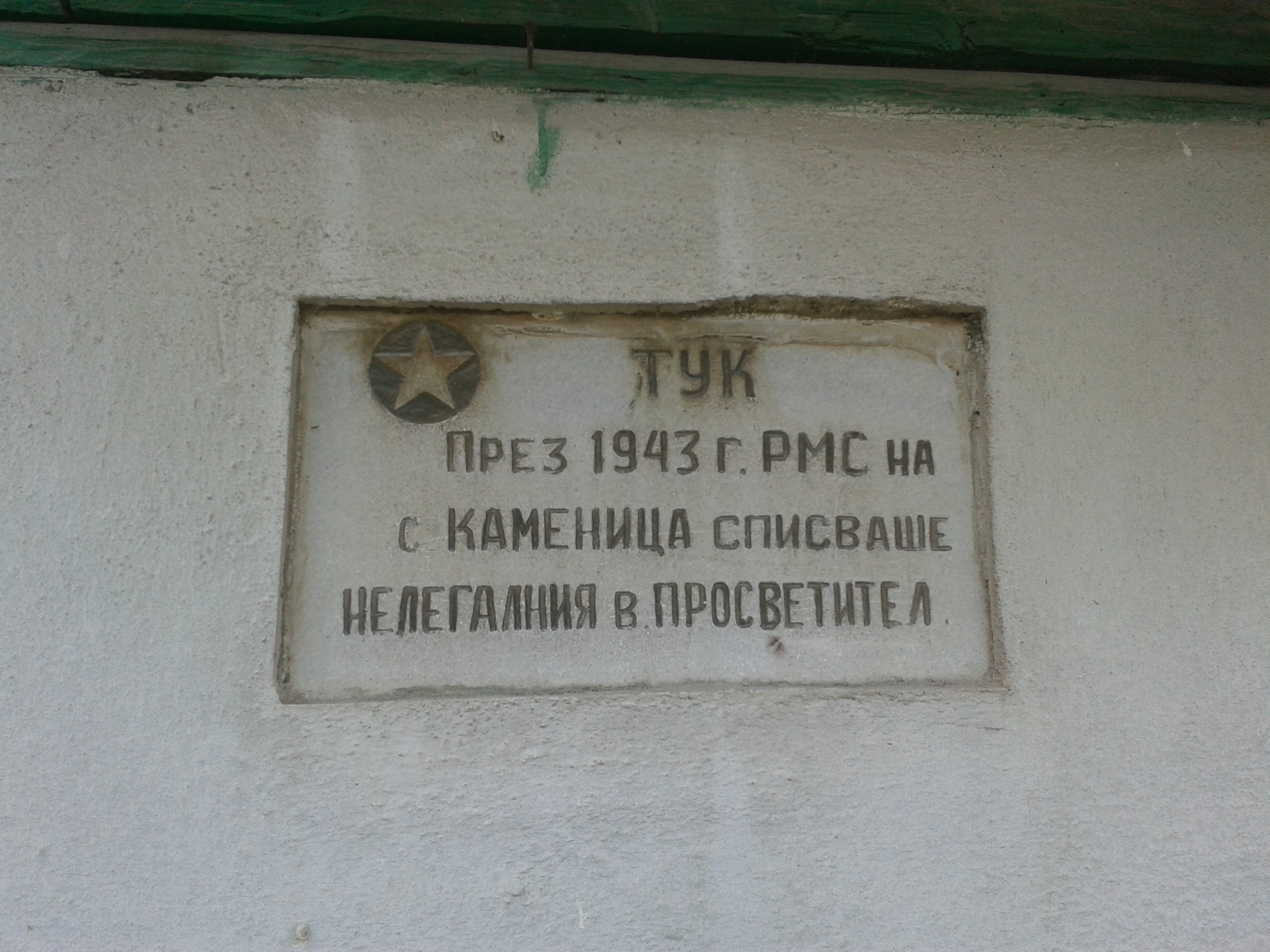
Tablica upamiętniająca druk „Proswetitela” w Kamenicy

Była córką Pejo i Kateriny Peewych. W 1938 rozpoczęła naukę w żeńskim gimnazjum w Pazardżiku, które ukończyła trzy lata później. Podczas nauki zainteresowała się marksizmem i w 1939 wstąpiła do podziemnego Młodzieżowego Związku Robotniczego. Brała udział w pisaniu i kolportażu komunistycznych ulotek wśród robotników Pazardżiku, organizowała pomoc dla więźniów politycznych. W 1941 podjęła studia na Uniwersytecie Sofijskim na kierunku pedagogika, rok później przerwała je i przeniosła się na studia geograficzne, pragnąc w przyszłości zostać nauczycielką tego przedmiotu. Na uczelni uczęszczała m.in. na wykłady Dymitra Michałczewa, filozofa o wyraźnych lewicowych poglądach.
Wiosną 1942 zaangażowała się w podziemnym ruchu oporu wymierzonym w rząd bułgarski, będący sojusznikiem nazistowskich Niemiec. Była jedną z inicjatorek wydawania i autorem nielegalnego pisma „Proswetitel”. W kwietniu 1943, po nieudanej akcji sabotażowej w jednej z fabryk, Weła Peewa i jej 17-letnia siostra Gera opuściły stolicę i dołączyły do oddziału partyzanckiego im. Antona Iwanowa. Brała udział w akcjach zbrojnych oddziału w zachodnich Rodopach. W sierpniu 1943 została przyjęta do Bułgarskiej Partii Robotniczej. W grudniu 1943 w ramach reorganizacji ruchu partyzanckiego w Rodopach z oddziału im. Iwanowa wyodrębniono 15-osobową czetę im. braci Krystinów pod dowództwem Atanasa Semerdżiewa, z Wełą Peewą jako odpowiedzialną za propagandę i agitację.
Pod koniec marca 1944 roku Peewa razem z kilkoma towarzyszami udała się do rodzinnej Kamenicy, by spotkać się z rodziną i ludźmi wspierającymi partyzantów. Teściowa i szwagierka jej starszej siostry poinformowały żandarmerię o pojawieniu się partyzantów, wskutek czego Weła Peewa i towarzyszący jej Stojo Kałpazanow zostali wykryci i ostrzelani przez żandarmów. Ranny mężczyzna dostał się do niewoli, a Peewej, również rannej, udało się ukryć w górach, pod Aranczałem (ob. szczyt Czernowec) gdzie przetrwała 37 dni. 3 maja 1944 jej kryjówka została wykryta i wskazana żandarmerii przez wiejskiego strażnika Iwana Bożkowa. Peewa, otoczona, popełniła samobójstwo. Po śmierci odcięto jej głowę i wystawiono ją na widok publiczny.
W 1948 miasto powstałe z połączenia jej rodzinnej wsi Kamenica i sąsiednich Łydżene i Czepina otrzymało na cześć Peewej nazwę Welingrad. W miejscowości znajduje się jej pomnik, a w jej domu rodzinnym w 1953 otwarto muzeum.